# Фершампенуаз (линейный корабль, 1817)
«Фершампенуаз» — 74-пушечный парусный линейный корабль Балтийского флота Российской империи. Получил своё имя в честь доблести русских воинов в сражении при Фер-Шампенуазе во Франции 13 марта 1814 года.
Участвовал в Русско-турецкой войне 1828—1829 годов.

## Постройка
Был заложен 16 (28) сентября 1816 года в Санкт-Петербургском Главном адмиралтействе, спущен на воду 4 (16) августа 1817 года.

## Вооружение
Корабль был вооружён 86 орудиями, среди которых было: 26 36-фунтовых пушек, 32 24-фунтовые пушки, 22 12-фунтовых пушек, две 8-фунтовые пушки, четыре пудовых единорога.

## История службы
В 1822 году корабль с эскадрой был в практическом плавании в Финском заливе. В 1828 году «Фершампенуаз» был тимберован в Кронштадте.
В июне 1828 года во главе эскадры контр-адмирала П. И. Рикорда корабль вышел из Кронштадта и направился в Средиземное море по маршруту Кеге-бухта — Плимут — Гибралтар. 10 сентября эскадра пришла к Мальте, где соединилась с эскадрой вице-адмирала графа Л. П. Гейдена. 11 октября во главе отряда Рикорда корабль вышел с Мальты. У острова Цериго отряд попал в сильный шторм, а 2 ноября пришёл к острову Тенедос.
С 5 ноября по 15 декабря «Фершампенуаз» вместе с отрядом блокировал Дарданеллы, после чего ушёл от пролива и воссоединился с эскадрой Гейдена, которая находилась у острова Порос. В 1829 году корабль с эскадрой ходил в крейсерство в Эгейском море, снова блокировал Дарданеллы.
После заключения Адрианопольского договора эскадра Гейдена ушла в Россию, а «Фершампенуаз» во главе отряда Рикорда остался в Эгейском море, однако из-за неудобства использования в регионе крупных кораблей, он в 1831 году также был отправлен в Россию и прибыл в Кронштадт.

## Гибель и расследование
8 октября 1831 корабль находился на Кронштадтском рейде и готовился к входу в гавань. При посещении корабля помощником капитана Кронштадского порта Бурнашевым в крюйт-камере были выявлены недостатки: палуба, стеллажи и переборки плохо вымыты, в палубных пазах много пороховой грязи, что представляло опасность. Уборка крюйт-камеры была поручена цейхвахтеру Микяшеву, которому в помощь даны 10 матросов. По официальной версии — из-за нарушения техники безопасности в виде внесения в крюйт-камеру для лучшего освещения двух ручных фонарей в дополнение к имеющимся там специальным фонарям, загорелся порох, оставшийся в щелях, произошел взрыв, от которого на корабле возник пожар. Потушить его не удалось, несмотря на авральную работу всей команды. Были обрублены канаты и корабль ветром отнесло в сторону от гавани, недалеко от лесных ворот он приткнулся к мели и там сгорел. При пожаре погибло 49 человек (находившиеся в крюйт-камере во время взрыва и погибшие при массовом выпрыгивании за борт по команде).
Дело рассматривал Кронштадтский портовый суд, который приговорил командира линейного корабля «Фершампенуаз» капитан-лейтенанта А. И. Барташевича, старшего артиллерийского офицера поручика Тибардина и цейтвахтера Мякишева к смертной казни. Аудиторский департамент Морского министерства не утвердил приговор, произвёл новое расследование и на новом суде Барташевич был оправдан, а Тибардину и Мякишеву смертный приговор «за уважение неумышленности их вины и прежней хорошей службы» заменён разжалованием в матросы без зачета прежней выслуги. Адмиралтейств-совет при утверждении приговора не согласился с оправданием Барташевича, передав решение его судьбы на усмотрение императора. Тот же наложил на приговор следующую резолюцию: «Капитан-лейтенанта Барташевича, признавая виновным в пренебрежении своей обязательности первой очистки крюйт-камеры, оказавшейся неисправно исполненной, [который] не удостоверился сам, что она очищается с должной осмотрительностью, от чего и последовала при пожаре корабля гибельная смерть 48 человек вверенного ему экипажа, разжаловать в матросы до выслуги, а в прочем быть по сему». Впрочем, о Барташевиче известно, что спустя много лет он вышел в отставку в чине подполковника.
На корабле находилось много архивных финансовых документов за всю войну, поэтому сразу возникла версия об умышленном поджоге. Сам император Николай I говорил М. П. Лазареву: «А я тебе говорю, что корабль сожгли!».

## Командиры
Командирами корабля служили:
1. 1822—1826 — Д. В. Руднев
2. 1827 — Н. К. Певцов
3. 13.02.1828—1831 — капитан 1-го ранга Г. И. Платер
4. 1831 — А. И. Барташевич